# Georges Bordonove
Georges Bordonove (Enghien-les-Bains, Seine-et-Oise, 25 de mayo de 1920-Antony, Hauts-de-Seine, 16 de marzo de 2007) fue un biógrafo y novelista francés.

## Biografía
Bordonove fue un prolífico escritor tanto de libros de historia para el público general como de novelas históricas. Sus biografías, como las de los reyes de Francia, se caracterizan por capítulos cortos y densos llenos de detalles que incluyen una variedad de nombres potencialmente desconcertante y la cita de conversaciones grabadas, a veces en francés antiguo con traducciones, pero que muestran una evidente simpatía por el tema, el deseo de plasmar una imagen completa de sus vida y su pensamiento, y algo de humor astuto. Sin embargo, su serie de la década de 1980 dedicada a Les Rois qui ont fait la France (Los reyes que hicieron Francia) ha sido calificada de "más hagiográfica que estrictamente histórica". En su obituario en Le Monde, Philippe-Jean Catinchi escribió: "A pesar de que su visión rara vez se ajustaba al estado de la investigación histórica, el público lo aprobó" y señaló que también contribuyó a un estudio histórico de la vida cotidiana.
Fue miembro del comité de sostenimiento de la Asociación realista Unité capétienne (Asociación realista Unidad Capeta) y del jurado que otorgó su Premio Huguo-Capeto.
Está enterrado en el cementerio de Le Château-d'Oléron en la Isla de Oleron.

## Obras

### Historia de Francia

#### ColecciónLes Grandes Heures de l'Histoire de France
Publicadas por Pygmalion / Gérard Watelet:
- Les Croisades et le royaume de Jérusalem, 1992.
- La Tragédie cathare, 1991.
- La Tragédie des Templiers, 1993.
- Jeanne d'Arc et la Guerre de Cent Ans, 1994.
- Richelieu tel qu'en lui-même, 1997.
- Mazarin, le pouvoir et l'argent, 1996.
- Talleyrand : prince des diplomates, 1999.
- Louis XVII et l'énigme du Temple, 1995.
- Napoléon, 1978.
- Napoléon III, 1998.

#### CollectionLes Rois qui ont fait la France
Publicadas por Pygmalion / Gérard Watelet:

##### SerieLes Précurseurs
- Clovis et les Mérovingiens, 1988.
- Charlemagne : empereur et roi, 1989.

##### SerieLes Capétiens
- Hugues Capet, le fondateur, 1986.
- Philippe Auguste : le Conquérant, 1983.
- Saint Louis : roi éternel, 1984.
- Philippe le Bel : roi de fer, 1984.

##### SerieLes Valois
- Jean le Bon et son temps, Paris : Ramsay, 1980 (réédition Pygmalion, 2000, sous le titre Jean II : le Bon).
- Charles V le Sage, 1985.
- Charles VI le roi fol et bien-aimé, 2006.
- Charles VII le Victorieux, 1985.
- Louis XI, le diplomate, 1986.
- Louis XII, le père du peuple, 2000.
- François Ier, le Roi-Chevalier, 1987.
- Henri II, roi gentilhomme, 1987.
- Charles IX : Hamlet couronné, 2002.
- Henri III roi de France et de Pologne, 1988.

##### SerieLes Bourbons
- Henri IV le Grand, 1981.
- Louis XIII le Juste, 1981.
- Louis XIV : Roi-Soleil, 1982.
- Louis XV : le Bien-Aimé, 1982.
- Louis XVI : le Roi-Martyr, 1983.
- Louis XVIII : le Désiré, 1989.
- Charles X : dernier roi de France et de Navarre, 1990.
- Louis-Philippe : roi des Français, 1990.

## Reconocimientos
- Oficial de la Légion d'honneur
- Premio de la Academia Francesa por la novela Les Quatre Cavaliers y al estudio histórico Les Marins de l'An II
- Premio Goncourt de historia por Le Naufrage de 'La Méduse'
- Grand prix des libraires (premio de los libreros)